# De Soto, Illinois
De Soto är en ort (village) i Jackson County i Illinois. Vid 2020 års folkräkning hade De Soto 1 407 invånare.